# Меморіальні та анотаційні дошки Кременчука
Нижче наведено список меморіальних та анотаційних дощок Кременчука.

## Меморіальні (пам'ятні) та анотаційні дошки
| №п/п | Назва                                          | Розташування                                | Фото | Відкриття        | Реєстрація    | Короткі відомості |
| ---- | ---------------------------------------------- | ------------------------------------------- | ---- | ---------------- | ------------- | --- |
| 1    | 297-й стрілецькій дивізії                      | Вул. Чкалова, 4                             |      | 1995             |               | Встановлена на будівлі, де був штаб 297 стрілецької дивізії. |
| 6    | Андрюшкіну В.                                  | Вул. Європейська, 72а                       |      | 2011 28 жовтня   |               | Володимир Андрюшкін був першим директором МЖК. У районі вулиці Європейської при ньому був побудований цілий житловий масив. |
| 7    | Барильченку В. Д.                              | Вул. Першотравнева, 13                      |      |                  |               | Встановлена на честь воїна-нтернаціоналіста В. Д. Барильченка, який загинув в Афганістані. |
| 8    | Бойку В. Л.                                    | Вул. В. Бойка, 15/96                        |      | 1992             |               | Встановлено на честь журналіста і народного депутата України 1-го скликання В. Л. Бойка. |
| 9    | Бончуку І. І.                                  | Вул. Генерала Манагарова                    |      |                  |               | Встановлено заслуженому лікарю України Івану Івановичу Бончуку. |
| 11   | Винищувальному батальйону                      | Вул. Ігоря Сердюка, 8/18                    |      | 1995             |               | Встановлена на будинку, де був штаб винищувального батальйону. |
| 12   | Висоцькому В. С.                               | Вул. 1905 року, 2                           |      |                  |               | Встановлена на честь співака Володимира Висоцького, який гостював у місті. |
| 13   | Власюку О. В                                   | Вул. Руспубліканська, 76                    |      |                  |               | Встановлена на честь воїна-інтернаціоналіста Олександра Васильовича Власюка, який загинув в Афганістані. |
| 14   | Вовку О.                                       | Просп. Полтавський, 13                      |      | 1989             |               | Встановлена на честь воїна-інтернаціоналіста О. Вовка, який загинув в Афганістані. |
| 16   | Головку А. В.                                  | Вул. Коцюбинського                          |      | 1979             |               | Встановлена на будівлі колишнього реального училища, де навчався письменник А. В. Головко (1901—1914). |
| 17   | Добрик Є. Т.                                   | Вул. Соборна 16/9                           |      |                  |               | Встановлена на честь засновниці підприємства «Будинок торгівлі», депутату міської ради, Заслуженому працівнику торгівлі України Є. Т. Добрик. |
| 18   | Докучаєву В. В. та Вернадському В. І.          | вул. Лейтенанта Покладова, 10-А             |      | 2001             |               | Встановлена на честь В. Докучаєва та В. І. Вернадського, які зупинялися 1890 року в будинку колишнього готелю «Вікторія» під час дослідження ґрунтів Кременчуцького повіту. |
| 19   | Евакуаційному госпіталю                        | Вул. Чкалова, 4                             |      | 1995             |               | Встановлена на будівлі, де був евакуаційний госпіталь. |
| 20   | Єпішеву Г. Я.                                  | вул. 1905 року                              |      | 2011 12 вересня  |               | Встановлена екс-начальнику «Зеленбуда» Єпішеву Г. Я. |
| 21   | Задирієнку О. В.                               | Вул. Шевченка, 58/69 (територія школи № 19) |      | 1995             |               | Встановлена учневі школи, воїнові-інтернаціоналістові, Олексію Володимировичу Задірієнку, який загинув під час військових дій у Афганістані. |
| 22   | Залудяку М. І.                                 | Вул. Академіка Маслова, 10                  |      | 2011             |               | Встановлена почесному громадянину Кременчука Залудяку Миколі Івановичу на будинку, де довгий час мешкав |
| 23   | Козенку М. Г.                                  |                                             |      |                  |               | Встановлена на честь видатного громадського та державного діяча міста Кременчук Козенка Михайла Георгійовича. |
| 24   | Коваленку С. І.                                | Вул. Чкалова, 3 (територія школи № 1)       |      |                  |               | Встановлена на честь підводника, командира Щ-405 Сергія Івановича Коваленка (1909—1944). |
| 25   | Корабліній Л.                                  | Вул. Республіканська, 76                    |      | 1965             | 1985          | Встановлена на честь комсомолки-підпільниці під час Другої світової війни Л. Корабліної (1926—1943) — член підпільної групи, яка діяла в Кременчуці під час окупації. Постачала підпільникам зброю. Розстріляна в березні 1943 року. |
| 26   | Коробенку О. меморіальна дошка                 | Вул. Першотравнева, 53                      |      | 1989             |               | Встановлена на будівлі ліцею № 11 на честь воїна-інтернаціоналіста Коробенка О., який загинув у Афганістані |
| 27   | Коробенко О. та Семенову А. меморіальна дошка  | Вул. Троїцька, 103                          |      |                  |               | Встановлена на будівлі Кременчуцькому профісійному ліцеї ім. А. С. Макаренка на честь воїнів-інтернаціоналістів Коробенка О. та Семенова А., які загинули у Афганістані |
| 28   | Кравченку Ю. І.                                | Вул. Пролетарська, 24/37                    |      | 2002             |               | Встановлена на честь засновника та першого ректора КУЕІТУ професора Ю. І. Кравченка. |
| 29   | Кривоносу П. Ф.                                | Вул. Леонова, 14                            |      | 1988             |               | Встановлена на честь Героя Соціалістичної праці П. Ф. Кривоноса. |
| 30   | Крюківському винищувальному батальйону         | Вул. І. Приходька, 38/5                     |      | 1995             |               | Встановлена на будівлі, де був штаб Крюківського винищувального батальйону. |
| 31   | Кулінічу В. меморіальна дошка                  | Вул. Першотравнева, 53                      |      | 1989             |               | Встановлена на будівлі ліцею № 11 на честь воїна-інтернаціоналіста Кулініча В., який загинув у Афганістані |
| 32   | Лагуті В. К.                                   | Будівля колишньої взуттєвої фабрики         |      | 2012 3 вересня   |               | Встановлена на честь заслуженого працівника працівника промисловості України, колишнього директора Кременчуцької взуттєвої фабрики Лагута Василь Кузьмич. |
| 33   | Левенцю Ю. А.                                  | вул. Майора Борищака, 6/20                  |      |                  |               | Пам'ятна дошка Левенцю Юрію Анаталійовичу у Кременчуці на фасаді будинку, де він проживав у шкільні роки. |
| 34   | Леонову О. А.                                  | вул. Перемоги, 17/6                         |      |                  |               | Встановлена на честь двічі Героя Радянського Союзу, почесного громадянина міста Олексія Леонова. |
| 34   | Литвиненку В. І.                               | вул. Червона Гірка, 41                      |      | 2012 8 листопада |               | Встановлена на честь колишнього директора Кременчуцького медичного коледжу, заслуженого лікаря України, почесного громадянина Кременчука Володимира Литвиненка. |
| 35   | Майбороді Г. І.                                | Вул. Чкалова, 4                             |      | 1993             |               | Встановлена на будівлі колишнього індустріального технікуму, де навчався композитор Г. І. Майборода (1928—1931). |
| 36   | Макаренку А. С.                                | Вул. Приходька, 105                         |      | 1974             |               | Встановлена на будівлі колишнього двокласного залізничного училища, де працював А. С. Макаренко. |
| 37   | Манагарову І. М.                               | Вул. Червонофлотська                        |      |                  |               | Встановлено визволителю міста, герою СРСР генерал-полковнику І. М. Манагарову. |
| 38   | Маслову В. Є.                                  | Вул. Першотравнева, 20                      |      |                  |               | Встановлена на честь засновнику та першому ректору Кременчуцького національного університету В. Є. Маслова. |
| 39   | Молочникову М.                                 | вул. Перемоги, 17/6                         |      | 1995             |               | Встановлена на честь Героя Радянського Союзу М. Молочникова |
| 40   | Моцарю А. І.                                   | вул. Леонова, 2                             |      | 2012 13 січня    |               | Встановлена на честь депутата міської ради, доктора технічних наук Анатолія Івановича Моцаря |
| 41   | Нагайченку Б. І.                               | Бульвар Пушкіна, 21                         |      | 2002             |               | Встановлена на честь завідувача відділу охорони здоров'я Б. І. Нагайченка. |
| 43   | Неленю М. Г.                                   | Вул. Тараса Бульби, 14                      |      |                  |               | Встановлена на честь колишнього директора ЗОШ № 17 М. Г. Неленя. |
| 44   | Новохатьку М. С.                               | Вул. Республіканська, 95                    |      | 1966             | 1985 (заміна) | Встановлена на честь Героя Радянського Союзу Новохатька М. С.. |
| 45   | Омельяненку К.                                 | Вул. Троїцька, 37/49                        |      | 1965             | 1985          | Встановлено на честь Омельяненка К., він повторив подвиг Матросова |
| 46   | Оченашу П. Ф.                                  | просп. Свободи, 58/2                        |      | 2013             |               | Встановлено на честь Заслуженого працівника культури України Оченаша П. Ф.. Прийшов працювати до ПК «КрАЗ» у 1950-х роках. Створив ансамбль, який «розрісся» до масштабів хору. Починаючи з 60-х років популярність хору Оченаш стала зростати — про нього знали не тільки в Полтавській області, а й у всій Україні. Саме з цього хору почала свою кар'єру Раїса Кириченко. |
| 46   | Перейменуванню вулиці на честь Приходька І. М. | Вул. Приходька, 11                          |      | 1997 29 травня   |               | Встановлена з приводу перейменування вулиці на честь Героя Соціалістичної праці І. М. Приходька |
| 48   | Приходьку І. М.                                | Вул. Приходька, 139                         |      | 1992             |               | Встановлена на честь Героя Соціалістичної Праці І. М. Приходька. |
| 49   | Приходьку П. С.                                | Вул. Чкалова, 3                             |      | 1960             | 1985          | На честь героя СРСР Приходька П. С.. |
| 51   | Прокопенку Г. М. та Марченку Ф. Г.             | Вул. Леонова, 14                            |      | 1989             |               | Встановлена на честь Героїв Радянського Союзу Г. М. Прокопенка та Ф. Г. Марченка. |
| 52   | Ревенку Я. Н.                                  | Вул. Юрія Кондратюка, 14                    |      | 1967             |               | На честь робітника-революціонера часів громадянської війни Я. Н. Ревенка. |
| 53   | Скрипченку В.                                  | Вул. Ватутіна, 25                           |      | 1989             |               | Встановлена на честь воїна-інтернаціоналіста В. В. Скрипченка, який загинув в Афганістані. |
| 54   | Пам'ятна табличка Стрюку Б. Д.                 | Вул. Театральна, 25                         |      |                  |               | Встановлена на честь головного лікаря КМСШМД з 1968 по 1992 роки Стрюка Бориса Дмитровича. Відмінник охорони здоров'я, учасник бойових дій. Зробив вагомий внесок у розвиток невідкладної швидкої медичної допомоги населенню м. Кременчука. |
| 55   | Ткаченку І. І.                                 | Вул. Троїцька, 37/49                        |      | 1965             | 1985          | Встановлено на честь Героя Радянського Союзу Ткаченка І. І. |
| 56   | Федько В. Т.                                   | Бульвар Пушкіна, 20                         |      | 2009 17 червня   |               | Встановлена на честь заслуженого лікаря України, почесного громадянина міста, краєзнавця Валентини Тимофіївни Федько. |
| 57   | Халаменюку О. Й.                               | Вул. Соборна, 40/2                          |      | 1967             | 1985 (заміна) | Встановлена на честь Героя Радянського Союзу О. Й. Халаменюка. |
| 58   | Чернову М. В.                                  | вул. Гоголя                                 |      | 2011 9 вересня   |               | Встановлена на честь засновника і керівника льотного коледжу Микола Васильович Чернов |
| 59   | Шевченко Н. М.                                 | Пров. Кошового, 3                           |      |                  |               | Встановлена на честь колишнього директора Кременчуцького ліцею № 30 Н. М. Шевченко. |
| 60   | Шпаковському С. П.                             | Бульвар Пушкіна, 18                         |      | 1995             |               | Встановлена на честь Героя Радянського Союзу С. П. Шпаковського. |

## Ліквідовані або втрачені
| №п/п | Назва                                                              | Розташування       | Фото | Відкриття | Реєстрація | Короткі відомості                         |
| ---- | ------------------------------------------------------------------ | ------------------ | ---- | --------- | ---------- | ----------------------------------------- |
| 1    | Виступу М. І. Калініна та А. В. Луночарського перед кременчужанами | Вул. Соборна, 27   |      | 1967      | 1982       | 1920 рік. Прибрано в рамках декомунізації |
| 2    | Проголошенню радянської влади в Кременчуці                         | Вул. Соборна, 10/9 |      | 1967      |            | 1917 рік. Знято в рамках декомунізації.   |